# Mitch McConnell
Addison Mitchell «Mitch» McConnell III (n. 20 februarie 1942, Sheffield⁠(d), Alabama, SUA) este un politician american din Partidul Republican. În prezent, McConnell reprezintă statul Kentucky în Senat și este lider de partid a minorității republicane. Este senatorul care a reprezentat statul Kentucky cel mai mult timp. În 2015 și 2019, Time l-a enumerat pe McConnell drept unul dintre cei mai influenți 100 de oameni din lume.

## Biografie
Mitch McConnell este fiul lui Julia Odene „Dean” (născută Shockley; 1919–1993) și Addison Mitchell „A.M.” McConnell II (1917–1990). S-a născut în Tuscumbia, Alabama, și a crescut în apropiere de Athens, Alabama. Este de origine scoțiano-irlandeză și engleză. Unul dintre strămoșii săi a luptat de partea americană în Războiul de Independență al Statelor Unite.
McConnell a participat la Marșul din 1963 la Washington, unde Martin Luther King a ținut discursul „I Have a Dream”. În 1964, la vârsta de 22 de ani, a participat la mitinguri pentru drepturile civile și a făcut stagiu cu senatorul John Sherman Cooper. Mitch McConnell a spus că timpul petrecut cu Cooper l-a inspirat să candideze pentru Senat mai târziu în viață.
În 1967, McConnell a absolvit University of Kentucky College of Law, unde a fost președintele a Student Bar Association.
McConnell este căsătorit din 1993 cu Elaine Chao, fosta Secretară a Transporturilor și apoi a Muncii.

## Politică
McConnell deține poziții politice conservatoare, deși era cunoscut ca un pragmatist și un republican moderat la începutul carierei sale. El a condus opoziția față de legi mai stricte privind finanțările campaniilor electorale, culminând cu decizia Curții Supreme Citizens United v. FEC, care a anulat parțial Bipartisan Campaign Reform Act (McCain-Feingold) în 2010. McConnell a lucrat pentru a reține sprijinul republican pentru inițiative prezidențiale majore în timpul administrației Obama, după ce a folosit frecvent obstrucționismul pentru a bloca pe mulți dintre nominalizații judiciari ai președintelui Barack Obama, inclusiv pe candidatul la Curtea Supremă Merrick Garland.
În timpul administrației Trump, majoritatea republicană din Senat sub conducerea sa a confirmat un număr record de judecători de la curțile federale de apel în primii doi ani. McConnell a invocat „nuclear option” (opțiunea nucleară - o procedură parlamentară care permite Senatului să anuleze o regulă permanentă cu o majoritate simplă, mai degrabă decât supramajoritatea de două treimi cerută în mod normal) pentru a elimina cerința de 60 de voturi pentru a pune capăt obstrucționării nominalizărilor la Curtea Supremă, după ce predecesorul său Harry Reid a eliminat anterior obstrucționarea pentru toate celelalte nominalizări prezidențiale; Ulterior, Trump a câștigat bătălii de confirmare pentru nominalizarea lui Neil Gorsuch, Brett Kavanaugh și Amy Coney Barrett pentru Curtea Supremă a SUA. Deși susține multe dintre politicile lui Trump, McConnell a criticat încercările președintelui de a răsturna alegerile prezidențiale din 2020 și, în ciuda votului pentru achitarea celui de-al doilea proces de destituire a lui Trump din motive legate de constituționalitatea demiterii, se consideră „responsabil din punct de vedere practic și moral" pentru asaltul Capitoliului din 2021.